# Women’s World Cup of Golf
Der Women’s World Cup of Golf war ein jährliches Profi-Golfturnier für Frauen in nationalen Zweier-Teams. Pro Nation war nur ein Team startberechtigt.
Die Veranstaltung wurde 2005 bis 2008 in Südafrika ausgetragen und war auf 22 Teams begrenzt, die sich auf Grund der Weltrangliste oder in Vorausscheidungen qualifizierten.

Das Turnier fand im Januar oder Februar zu Beginn der U.S. LPGA Tour statt.
Das Turnier wurde an drei Tagen als Zählwettspiel über jeweils 18 Loch durchgeführt und bestand aus:
- Singles – die Ergebnisse der beiden Teilnehmerinnen werden addiert.
- Foursomes – die zwei Spielerinnen des Teams schlagen abwechselnd den Ball.
- Better Ball – die zwei Spielerinnen spielen parallel, das Ergebnis der besseren Spielerin pro Loch geht in die Wertung.

## Siegerliste
| Jahr | Platzierung | Land               | Spielerinnen                           |
| ---- | ----------- | ------------------ | -------------------------------------- |
| 2008 | 1           | Philippinen        | Jennifer Rosales und Dorothy Delasin   |
| 2008 | 2           | Südkorea           | Ji-Yai Shin und Eun-Hee Ji             |
| 2008 | T3          | Japan              | Miki Saiki und Shinobu Moromizato      |
| 2008 | T3          | Taiwan             | Amy Hung und Yun-Jye Wei               |
| 2007 | 1           | Paraguay           | Julieta Granada und Celeste Troche     |
| 2007 | 2           | Vereinigte Staaten | Pat Hurst und Juli Inkster             |
| 2007 | 3           | Südkorea           | Young Kim und Ji-Yai Shin              |
| 2006 | 1           | Schweden           | Annika Sörenstam und Liselotte Neumann |
| 2006 | 2           | Schottland         | Catriona Matthew und Janice Moodie     |
| 2006 | 3           | Wales              | Becky Brewerton und Becky Morgan       |
| 2005 | 1           | Japan              | Ai Miyazato und Rui Kitada             |
| 2005 | T2          | Südkorea           | Jang Jeong und Bo Bae Song             |
| 2005 | T2          | Philippinen        | Jennifer Rosales und Dorothy Delasin   |